# Jože Pučnik
Jože Pučnik, né le 9 mars 1932 et mort le 11 janvier 2003, est un patriote, intellectuel public, sociologue et homme politique slovène. Pendant le régime communiste de Josip Broz Tito, Pučnik était l'un des critiques slovènes les plus virulents de la dictature et du manque de libertés civiles en Yougoslavie. Il a été emprisonné pendant sept ans au total, puis contraint à l'exil. De retour en Slovénie à la fin des années 1980, il est devenu le chef de l’Opposition démocratique de Slovénie, une plate-forme de partis démocratiques qui ont défait les communistes lors des premières élections libres en 1990 et introduit un système démocratique et une économie de marché en Slovénie. Il est également considéré comme l'un des pères de l'indépendance slovène vis-à-vis de la Yougoslavie.

## Jeunesse et formation
Pučnik est né dans le village de Črešnjevec, en Styrie slovène (qui fait maintenant partie de la municipalité de Slovenska Bistrica), dans ce qui était alors le Royaume de Yougoslavie. Il était d'origine paysanne catholique. Sa famille avait soutenu le Front de libération du peuple slovène pendant la Seconde Guerre mondiale : son frère aîné, Ivan, était un combattant de la résistance antinazie du mouvement des Partisans.
Dès son adolescence, Pučnik a affronté l'establishment communiste. En raison de certaines critiques publiées dans le journal du lycée Iskanja (Quests), il lui fut interdit de passer son examen final. Comme il ne pouvait s'inscrire à l'université, il fut enrôlé dans l'Armée populaire yougoslave. Après avoir accompli son service militaire, il a passé et réussi l'examen final. Il s'est inscrit à l'Université de Ljubljana, où il a étudié la philosophie et la littérature comparée et a obtenu son diplôme en 1958.
Pendant son séjour à Ljubljana, il s'est impliqué dans un groupe de jeunes intellectuels connu sous le nom de Génération critique, qui a tenté d'ouvrir un espace de débat public et de défier les politiques culturelles rigides du régime titiste en République socialiste de Slovénie. L'historien littéraire Taras Kermauner, le sociologue Veljko Rus et le poète Veno Taufer comptent parmi les collaborateurs les plus proches de Pučnik à cette époque. Pučnik pensait que le système pouvait être modifié de l'intérieur et a donc rejoint la Ligue des communistes de Slovénie. Dans le même temps, il a publié plusieurs articles dans la revue Revija 57, dans lesquels il critiquait ouvertement les politiques économiques du régime communiste.

## Les années de dissidence
En 1958, Pučnik fut arrêté, accusé de "subversion du système socialiste" et condamné à 9 ans de prison. Lors du procès, qui n'a duré que quelques heures, il a été accusé d'avoir incité des travailleurs à faire grève. Certains ont suggéré que l'emprisonnement de Pučnik était une tentative délibérée du régime de faire taire les intellectuels dissidents. Il a été libéré en 1963 et a immédiatement continué à écrire pour le journal alternatif Perspektive. À ce stade, il exprimait déjà publiquement sa désapprobation du régime. En 1964, son article Problemi našega kmetijstva (Les problèmes de notre agriculture) a été publié dans la revue Perspektive. Pučnik y critiquait la politique agricole du régime, affirmant qu'elle était inefficace à l'aide de données officielles accessibles au public. Il a de nouveau été arrêté, condamné à deux ans de prison et expulsé du Parti communiste.
Pendant son séjour en prison, Pučnik devint une idole pour sa génération,. Le dramaturge Dominik Smole lui a dédié la pièce Antigone et Primož Kozak l'a représenté dans le rôle principal de sa pièce Afera (Le Scandale). Les deux pièces étaient des métaphores de la répression totalitaire en Yougoslavie communiste.

## Exil et carrière universitaire
Pučnik a été libéré de prison en 1966. Après plusieurs tentatives infructueuses pour trouver un emploi, il a décidé d'émigrer en Allemagne. Il s'installe à Hambourg et gagne sa vie grâce à des travaux manuels. Lorsqu'il a décidé de s'inscrire comme étudiant de troisième cycle à l'Université de Hambourg, l'Université de Ljubljana a refusé de lui fournir une copie de son diplôme,. Il s'est donc inscrit de nouveau pour étudier la philosophie et la sociologie et obtint son doctorat en 1971. Il a travaillé dans les universités de Hambourg et de Lunebourg, où il a enseigné la sociologie. Au cours de sa vie en Allemagne, Pučnik est devenu partisan du Parti social-démocrate d'Allemagne et a maintenu des relations étroites avec plusieurs de ses dirigeants. À la fin des années 1980, il est devenu un admirateur ouvert du social-démocrate Gerhard Schröder, alors dirigeant de Basse-Saxe et futur chancelier fédéral d'Allemagne, dont il a été le principal modèle pour ses activités politiques ultérieures.
Dans le monde académique, il a été influencé par les théories de Jürgen Habermas, Niklas Luhmann et sa théorie des systèmes, ainsi que par plusieurs sociologues phénoménologiques tels qu'Alfred Schütz et Thomas Luckmann (ce dernier d'origine slovène).
Durant ses années d'exil, il a entretenu une correspondance avec plusieurs intellectuels critiques importants en Slovénie, notamment Ivo Urbančič.

## Retour en Slovénie
Dans les années 1980, Pučnik put à nouveau publier des articles en Slovénie, cette fois-ci dans la revue alternative Nova revija. En 1987, il a co-écrit le livre Contributions au programme national slovène, publié dans le 57e numéro du journal Nova revija. Le texte a été rédigé en réponse au Mémorandum de l'Académie serbe des sciences et des arts de 1986 et a jeté les bases d'une opposition politique au régime communiste. Il s’agissait également de la première publication publiée légalement défendant ouvertement l’indépendance de la Slovénie vis-à-vis de la Yougoslavie. L'article de Pučnik était centré sur les questions de démocratisation et de pluralité politique et soulignait ouvertement la nécessité de la pleine souveraineté de la Slovénie pour assurer ce développement.
Il est rentré en Slovénie en 1989 à l'invitation de l'Union sociale-démocrate de Slovénie, parti d'opposition nouvellement formé. Il a été élu président du parti en 1989 et, l'année suivante, il a été choisi comme chef de l'Opposition démocratique de Slovénie, plate-forme commune de tous les partis d'opposition démocratiques en Slovénie. La coalition a remporté les premières élections démocratiques en 1990. Pučnik s'est présenté à la présidence slovène, mais a été battu par Milan Kučan, dernier secrétaire général du Parti communiste slovène. Il a néanmoins été élu au Parlement slovène et est resté le chef officiel de l'opposition démocratique de Slovénie et le chef parlementaire de la coalition.
Entre 1990 et 1992, il fait partie des personnes qui ont conduit la Slovénie à l'indépendance vis-à-vis de la Yougoslavie. En 1992, après la chute du gouvernement de coalition de Lojze Peterle, Pučnik décida de faire entrer son parti dans une coalition avec le Parti libéral-démocrate et fut brièvement vice-président du premier gouvernement de Janez Drnovšek.
Lors des élections de 1992, le Parti social-démocrate de Slovénie a subi une défaite totale, ne recueillant que 3,4 % des suffrages, à peine de quoi entrer au Parlement. Pučnik démissionna de ses fonctions de président du parti en faveur de Janez Janša. Entre 1992 et 1996, Pučnik fut membre de l'Assemblée nationale de Slovénie. Pendant ce temps, il dirigea une commission parlementaire chargée de clarifier la responsabilité politique des exécutions sommaires perpétrées par le régime communiste en Slovénie après la Seconde Guerre mondiale.
Après 1996, il s'est retiré de la politique active, mais est resté président honoraire du Parti social-démocrate de Slovénie et a continué à exprimer son opinion sur des questions d'intérêt public. Il est resté extrêmement critique à l'égard de la politique du Premier ministre Janez Drnovšek et du président Milan Kučan. Il a également critiqué la transition politique vers la démocratie en général, en particulier la mise en œuvre insuffisante de l'état de droit, la corruption généralisée et le maintien des réseaux de pouvoir de l'ancien régime.
Il est décédé en Allemagne en 2003 et a été enterré dans son village natal de Črešnjevec. Une foule immense assista à ses funérailles. L'éloge funèbre a été prononcé par son ami de toujours le philosophe Ivo Urbančič.

## Héritage
Pučnik est considéré comme l'un des pères de la Slovénie indépendante,,. Certains, en particulier dans les milieux de droite slovènes, l'ont également appelé le « père de la démocratie slovène ».
En 2006, il a reçu à titre posthume l'Ordre des mérites distincts de Slovénie. En 2007, le gouvernement slovène a baptisé de son nom l'aéroport de Ljubljana, le principal aéroport international du pays. Certains ont critiqué cette décision, notamment le président slovène de l’époque, Janez Drnovšek, qui a publiquement exprimé son respect pour Pučnik, mais s’est opposé à la modification du nom de l’aéroport. L’auteure et journaliste Spomenka Hribar, ancienne collègue de Pučnik, déclara que M. Pučnik n’aurait pas accepté ce changement de nom, car c’était un homme modeste qui détestait les louanges du public et rejetait tout « culte de la personnalité ». Une déclaration similaire fut faite par le fils de Pučnik, Gorazd, qui ne s'est toutefois pas opposé à ce changement de nom et fut présent à la cérémonie de changement de nom.
L'Institut Jože-Pučnik, groupe de réflexion libéral-conservateur slovène, et l'école primaire de Črešnjevec, sa ville de naissance, portent également son nom,.
À l'initiative de Milan Zver, le Parlement européen a annoncé le 11 juin 2018 qu'une salle de conférence porterait le nom de Jože Pučnik. L'inauguration officielle a eu lieu le 28 juin 2018 à Bruxelles. Le président du Parlement européen, Antonio Tajani, le président du groupe PPE au Parlement européen, Manfred Weber, le président de la Slovénie, Borut Pahor, le président du Parti démocrate slovène, Janez Janša, et l'initiateur, Milan Zver, furent parmi les orateurs honoraires. La famille de Jože Pučnik était également présente à l'inauguration.

## Vie privée
Jože Pučnik était le frère d'Ivan Pučnik, agriculteur et homme politique, initialement membre du Parti communiste, puis dissident et cofondateur de l'Union paysanne slovène en 1989.
Jože Pučnik s'est marié deux fois. Après sa première libération de prison en 1963, il a rencontré Irena Žerjal, une jeune écrivain slovène de Trieste, en Italie, qui a étudié la philologie slave à Ljubljana. Ils se sont mariés la même année, alors que Pučnik était déjà emprisonné; Pučnik n'a pas été autorisé à assister à son propre mariage et son frère Ivan a dû le représenter à la cérémonie. Son premier fils est né en 1964. Lorsque Pučnik a été libéré de prison en 1966, la famille a déménagé en Allemagne; En 1969, cependant, l'épouse décida de retourner à Trieste avec son fils, tandis que Pučnik décida de rester en Allemagne. Il a ensuite épousé Christel Kunath. Ils ont eu une fille nommée Katharina. Il a également adopté le fils de sa deuxième épouse, appelé Marcus.
Son fils de son premier mariage, Gorazd Pučnik, est directeur du pensionnat Srečko Kosovel à Trieste, en Italie. Son beau-fils Marcus Pucnik est un journaliste basé à Barcelone, en Espagne.

## Principaux travaux
- Kultura, družba in tehnologija (Culture, société et technologie, 1988).
- K političnemu sistemu Republike Slovenije (Vers un système politique de la République de Slovénie, 1990).
- Iz arhivov slovenske politične policije (Archives de la police politique slovène, 1996).
- Izbrano delo (Œuvres sélectionnées, éditées par Ivan Urbančič, Janez Janša et al., 2003).